# Президент на Ангола
Президентът е едновременно държавен глава и глава на правителството на Ангола. С конституцията от 2010 г. длъжността министър-председател е премахната; изпълнителната власт принадлежи на президента, който има и някои законодателни правомощия.
Длъжността президент съществува от обявяването на независимостта на Ангола от Португалия. Агостиньо Нето заема тази длъжност с установяването на контрол над страната от народното движение за освобождение на Ангола. След смъртта му през 1979 г., Нето е наследен от Жозе Едуардо душ Сантуш.
Макар и контролирана от душ Сантуш, Ангола става многопартийна държава. Йонаш Савимби от партията „Национален съюз за пълна независимост на Ангола“ твърди, че изборите от 1992 г., на които душ Сантуш е преизбран с 49% от гласовете, са манипулирани. На тези избори Савимби е опонент на душ Сантуш.
Мандатът на президента е 5-годишен. Може да бъде преизбиран за втори мандат.
През 2010 г. Националното събрание одобрява нова конституция. Според нея лидерът на партията с най-много места в Събранието става президент (без народен вот). Макар да не брои сроковете до 2010 г., новата конституция ограничава броя на мандатите на президента до два, премахва поста министър-председател и въвежда този на вицепрезидент.

## Президенти
| Период на управление                  | Име                     | Снимка | Роден – Починал | Партия |
| ------------------------------------- | ----------------------- | ------ | --------------- | ------ |
| 11 ноември 1975 – 10 септември 1979   | Агостиньо Нето          |        | 1922 – 1979     | MPLA   |
| 21 септември 1979 – 26 септември 2017 | Жозе Едуардо душ Сантуш |        | 1942 – 2022     | MPLA   |
| 26 септември 2017 – настоящ           | Джоао Лоренцо           |        | 1954 –          | MPLA   |